# Aliss
Pour les articles ayant des titres homophones, voir Alice.
 (mars 2020).
- Si vous ne connaissez pas le sujet, laissez ce bandeau (vous pouvez alors contacter les auteurs).
- Si vous supprimez le contenu mis en cause (vous pouvez préalablement contacter les auteurs),

argumentez précisément cette suppression dans la page de discussion
(un manque de référence n'est pas un argument ; une recherche réelle de référence doit avoir été effectuée, être formellement documentée).
Aliss est un roman fantastique québécois écrit par Patrick Senécal et publié par les éditions Alire en 2000. En 2020, une version en bandes dessinées est publiée pour souligner les vingt ans du roman.
De nombreuses scènes de torture et de viol, traitées de manière très détachée par le narrateur, ponctuent ce roman qui est donc destiné à un public averti.

## Résumé
Alice est une jeune fille curieuse, délurée, fonceuse et intelligente vivant à Brossard au Québec. À 18 ans, poussée par son besoin d'affirmation de soi, elle décide qu'il est temps de quitter le cégep et le cocon familial pour aller vivre sa vie là où tout est possible, c'est-à-dire dans la métropole. À la suite d'une rencontre fortuite dans le métro, Alice aboutit dans un quartier dont elle n'a jamais entendu parler et où les gens sont extrêmement bizarres. Mais c'est normal, non ? Elle est à Montréal et dans toute grande ville qui se respecte, il y a plein d'excentriques, comme Charles ou Verrue, d'illuminés, comme Andromaque ou Chess, et d'êtres encore plus inquiétants, comme Chair et Bone… Alice s'installe donc et mord à pleines dents dans la vie, prête à tout pour se tailler une place. Or, elle ne peut pas savoir que là où elle a élu domicile, l'expression être « prêt à tout » revêt un sens très particulier. Durant son séjour à Montréal, elle change de nom pour Aliss.

## Personnages
Patrick Senécal propose au lecteur une relecture moderne et grinçante de l'œuvre de Lewis Carroll, Alice au pays des merveilles. De nombreux personnages d'Aliss présentent des similarités avec les personnages du roman de Caroll :
- Aliss (Alice) : personnage principal et narratrice du roman.
- Charles (le Lapin blanc, ainsi que Lewis Carroll) : Charles est un jeune homme timide et craintif,souffrant de bégaiement.
- Verrue (la Chenille) : Verrue est le voisin de palier d'Aliss et ami de Mario, âgé dans la soixantaine, il se moisie dans le coin de sa chambre sans bouger d'un poil.
- Andromaque (la Duchesse) : propriétaire du club de strip-tease du même nom.
- Bowling (La grenouille) : videur du club d'Andromaque.
- Chess (le Chat du Cheshire) : Chess est un toxicomane assez étrange, apparaissant toujours très souriant dans les coins sombres.
- Bone (le Chapelier fou) : un des antagonistes du roman, grand et mince, il porte un chapeau haute forme, il fait partie de la garde rapprochée de la Reine rouge avec son fidèle partenaire Chair.
- Chair (le Lièvre de mars) : Tout comme son partenaire Bone, Chair est l'un des gardes de la Reine rouge, quasi identique à son partenaire Bone, mais chauve et portant des espadrilles de courses
- Mario (le Chevalier Blanc): voisin de palier d'Aliss et colocataire de Verrue, il est rebelle envers la Reine rouge et il est amoureux d'Aliss.
- La Reine rouge - Michelle Beaulieu, se retrouvant également dans 5150, rue des Ormes, Hell.com et plus tard dans Faims et Flots, autres romans de Senécal (la Reine de cœur) : Principale antagoniste du roman, elle est la dirigeante d'un club privé où se pratique divers activités osées. Âgé de vingt-cinq ans, elle a toujours un caractère immature et violent.
- Micha et Hugo (Tweedle dee et Tweedle dum)
- Madame Letendre (La poignée de porte parlante)
- Mickey et Minnie : clients réguliers du Palais de la Reine rouge, Mickey est un enseignant qui est violent envers les femmes, Minnie, est non-seulement sa conjointe, mais aussi son élève.
- Pouf  : Pouf est l'associé de Mario pour la rébellion contre la Reine rouge.

## Michelle Beaulieu
Un des personnages du roman, Michelle Beaulieu, est réapparue sous le pseudonyme de la Reine rouge. Son précédent passage dans le roman 5150, rue des Ormes est à la fois troublant sur ses origines. Inspirée des crimes de son père, elle est devenue plus démoniaque à l'époque où elle était adolescente. La websérie réalisée par Patrick Senécal, La Reine rouge, racontant la métamorphose de Michelle Beaulieu en meurtrière sanguinaire à la suite de la libération de Yannick Bérubé par la police.

## Ressemblance
On remarque que dans le roman, le personnage de Charles, qui représente le lapin blanc, ressemble beaucoup à Lewis Caroll. En effet, ils portent tous les deux le même prénom, le véritable prénom de Lewis Carroll étant Charles. De plus, les deux rues principales du quartier où Aliss se retrouve après avoir suivi Charles, se nomme Lutwidge et Dodgson, second prénom et nom de famille de Lewis Caroll. D'ailleurs, le quartier est aussi appelé Daresbury, ville où Lewis Carroll est né. L'auteur et le personnage se partagent plusieurs autres points communs : ils sont professeurs de mathématiques et ont tous deux enseigné à Oxford. En plus de bégayer, Charles partage une passion commune avec Carroll : ils recherchent la compagnie des fillettes. Aussi, il y a Chess, le personnage le plus loufoque du roman, qui s'inspire notablement du Chat du Cheshire, non seulement par ses apparitions et disparitions étranges mais aussi par son grand et large sourire décrit plutôt délirant et très singulier. Par ailleurs, il y a Verrue, un sexagénaire toxicomane et vendeur qui fume tous les jours, comme La Chenille. Il est particulièrement sage et insiste obstinément sur le fait qu'il soit un cocon. 
Également, le nom de l'endroit où Aliss se retrouve est effacé par le temps; en effet, il ne reste plus que quatre lettres visibles, mais en ajoutant les lettres manquantes, cela donne vraisemblablement Wonderland, soit « le Pays des merveilles ».
Autre ressemblance, deux des drogues prises par Aliss au cours de son séjour à Daresbury, appelées Micro et Macro, ressemblent grandement au gâteau que prend Alice pour grandir et diminuer de grandeur dans Alice au pays des merveilles. Par ailleurs, lors de la première rencontre d'Aliss avec la Reine rouge, il est fait mention d'une troisième drogue, la Royale, qui procure une sensation de chaleur et une envie d'étreinte. On peut y voir, du même coup, une référence au phénomène grandissant de l'apparition des drogues de synthèse (dont une étrange ressemblance entre la Royale et la MDMA ainsi qu'entre la Macro et la méthamphétamine).